# Felsőszögben díszített zászlók képtára
Ez azon zászlók képtára, melyek felsőszögében minta található.

## Zászló felsőszögek
Sok felsőszöget ábrázoló zászló a felsőszögben egy másik zászlót ábrázol a kettő viszonyának ábrázolásául.

### A Bahama-szigetek zászlaja

Polgári hajózási zászló
Tengerészeti zászló

### Banglades zászlaja

Polgári hajózási zászló
Tengerészeti zászló

### A Konföderációs Államok zászlaja

A Konföderációs Államok zászlaja, 1863-1865
A Konföderációs Államok tengerészeti zászlaja, 1863-1865
A Konföderációs Államok zászlaja, 1865

### Anglia zászlaja

Brit Kelet-indiai Társaság, 1600-1858
Anglia kék felségjele, 1620 körül
Írország zöld felségjele, 1701 körül

### Franciaország zászlaja

Annam
Francia déli és antarktiszi területek
Francia Tunézia
Wallis és Futuna
Az Alawite állam zászlajának egy formája

### India zászlaja

Polgári hajózási zászló
Az Indiai Légierő zászlaja
A partiőrség zászlaja

### Malajzia zászlaja

Polgári hajózási zászló
Tengerészeti zászló

### Mauritius zászlaja

Polgári hajózási zászló
Kormányzati hajózási zászló

#### Új-Zélandi Királyi Haditengerészet

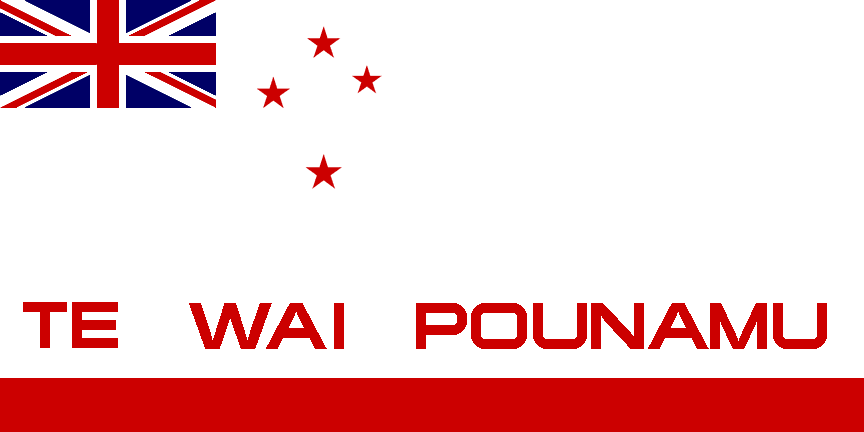
Új-Zéland Déli-szigetének zászlaja(Thomas javaslat)
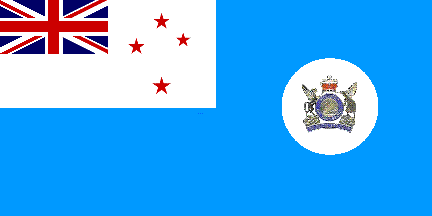
Az új-zélandi közlekedési minisztérium zászlaja (1968-1998)

### Pakisztán zászlaja

Polgári hajózási zászló
A légierő lobogója

### Szingapúr zászlaja

Kormányzati hajózási zászló
Haditengerészeti zászló

### A Salamon-szigetek zászlaja

Polgári hajózási zászló
Haditengerészeti zászló

### Dél-afrikai Köztársaság zászlaja

Haditengerészet

### Az Egyesült Királyság zászlaja
Néhány példa:

Vörös Felségjelzés
Manitoba zászlaja (A Kék Felségjelzésen alapszik)
Ausztrália zászlaja (A Kék Felségjelzésen alapszik)
A Brit Antarktiszi Területek zászlaja, 1963- (A Fehér Felségjelzésen alapszik)
Brit Burma zászlaja

### Más zászlók

Adzsaria (felsőszögben: Grúzia zászlaja)
Barbados haditengerészeti zászló (felsőszögben:Barbados zászlaja)
Bolívia haditengerészeti zászlaja (felsőszögben: Bolívia zászlaja)
Bosznia és Hercegovina Népköztársasága (felsőszögben: Jugoszlávia zászlaja)
Ghána polgári hajózási zászlaja (felsőszögben: Ghána zászlaja)
Grenada haditengerészeti lobogója (felsőszögben: Grenada zászlaja)
Jamaica tengerészeti zászlaja (felsőszögben: Jamaica zászlaja)
Nevis zászlaja (felsőszögben: Saint Kitts és Nevis zászlaja)
Német Új-Guinea  (felsőszögben: Németország zászlaja)
Orange Szabad Állam, 1854-1900  (felsőszögben: Hollandia zászlaja)
Szaúd-Arábia polgári hajózási zászlaja   (felsőszögben: Szaúd-Arábia zászlaja)
A Királyi Skót Haditengerészet zászlaja, ?-1707  (felsőszögben: Skócia zászlaja)
EAE alternatív polgári hajózási zászlaja (felsőszögben: Az Egyesült Arab Emirátusok zászlaja)
Az Amerikai Egyesült Államok zászlaja, 1960- (felsőszögben: Az Egyesült Államok orr-árbóc lobogója, 1960-2002)
Zanzibár zászlaja  (felsőszögben: Tanzánia zászlaja)

## Más felsőszögek

### Kereszt

Keresztény zászló
Görögország zászlaja
Új-Zéland zászlaja, 1834-1840
Tonga zászlaja
Utrecht tartomány zászlaja

### Csillag

#### Egy csillag

Chile zászlaja
Eszperantó zászló
Libéria zászlaja
Mianmar tengerészeti zászlaja

#### Félhold és csillag

Johor zászlaja
Melaka zászlaja
Malajzia zászlaja

#### Több csillag

Abházia zászlaja
Az első brazil köztársaság zászlaja (1889)
Salvador zászlaja1869.
Goiás zászlaja
A Konföderációs Államok zászlaja, 1861-1863
Burma zászlaja (1948-1974)
Mianmar zászlaja, 1974–2010
Új-Zéland zászlaja, 1834-1840
Niue zászlaja
Szamoa zászlaja
São Paulo zászlaja
Sergipe zászlaja
Az Amerikai Egyesült Államok zászlaja (A legújabb a 26 változatból)
Egyesült Államok yacht lobogó

### Nap

A Kínai Köztársaság zászlaja
Tajvan polgári hajózási zászlaja
Uruguay zászlaja

### Más

Abu-Dzabi zászlaja
Bahia zászlaja
Baleár-szigetek zászlaja
Belgorod vidék zászlaja
Bulgária zászlaja, 1913 körül
Easton, Pennsylvania zászlaja
Távolkeleti Köztársaság zászlaja
Grúzia volt zászlaja
A Muscogee Nemzet zászlaja
Negeri Sembilan zászlaja
Sabah zászlaja
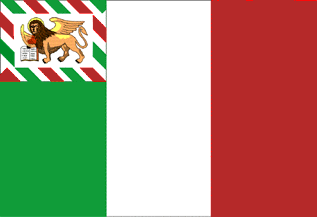
A Velencei Köztársaság zászlaja (1848-1849)
A Reichsflotte zászlaja (1848-1852)
A Német Császári Haditengerészet hadi zászlaja (1903–1919)
A Kriegsmarine hadizászlaja
Az Orosz Birodalom zászlaja 1914 és 1917 között